# Pasta con le sarde
La pasta con le sarde (pasta chî sardi in siciliano) è un piatto tipico della cucina siciliana, inserito nella lista dei prodotti agroalimentari tradizionali italiani (P.A.T) del Ministero delle politiche agricole alimentari e forestali (Mipaaf). In origine è un piatto stagionale: si può preparare da marzo a settembre, periodo in cui si trovano al mercato le sarde fresche ed è possibile raccogliere nei campi il finocchio selvatico.

## Ingredienti
Gli ingredienti principali sono le sarde, la pasta e il finocchietto. La sarda è un pesce azzurro molto diffuso nel mediterraneo. Appartiene allo stesso gruppo delle acciughe o alici, ma è più grassa e deve per questo essere cucinata non oltre le otto ore dalla pesca per non comprometterne il sapore. Si pesca soprattutto da marzo a settembre. Le sarde (o sardelle) previste per questo piatto devono essere quelle fresche e non possono essere sostituite con le sardine sott'olio.
Devono essere nettate e sfilettate, eliminando la testa, la coda e la lisca, quindi lavate e asciugate tra due panni puliti. Quanto alla pasta, sono generalmente indicati tre tipi di pasta, tutti di semola di grano duro: i bucatini; i perciatelli, leggermente più grossi dei bucatini e chiamati anche col nome generico di maccheroni; i mezzani o mezzi ziti. Il finocchietto di montagna di cui si parla nelle ricette è il finocchio selvatico.
Nella pasta con le sarde se ne utilizzano le parti più tenere e verdi, i germogli, i rametti più giovani e le tipiche foglie piumose (o barba), che si possono raccogliere in campagna dalla primavera all'autunno e cioè nello stesso periodo in cui è possibile trovare nei mercati le sarde freschissime. Gli altri ingredienti della ricetta "classica" sono: cipolle, acciughe salate, uva passa, pinoli, una bustina di zafferano, olio, sale e pepe. Nella variante "alla messinese" in genere non si utilizza lo zafferano.
Va servita con pan grattato tostato.

## Dosi
Per tre o quattro persone:
- 500 g di sarde fresche, 500 g di bucatini, 500 g di finocchietto selvatico, 2 cipolle medie o 1 cipolla piuttosto grossa, 3 acciughe sotto sale, 50 g di uva passa e altrettanti di pinoli, una bustina di zafferano, olio, sale e pepe.[3]

## Preparazione
Lessare per una ventina di minuti il finocchietto in tanta acqua salata, quanta ne servirà poi per la pasta (4 litri per 500 g), scolarli e tritarli. Tenere da parte l'acqua. In un tegame, scottare le sarde in 1 dl d'olio extravergine d'oliva (un minuto per lato), scolarle e riservarle. Mettere a soffriggere nello stesso tegame le cipolle finemente affettate fino a leggerissima coloritura e unire quindi il finocchietto, le sarde, l'uva passa (rinvenuta in acqua tiepida per mezz'ora), i pinoli, sale e pepe. Cuocere a fuoco basso, mescolando, per amalgamare la salsa.
Dopo una ventina di minuti, unire le acciughe che sono state dissalate, lavate, asciugate e infine sciolte in un tegamino con un cucchiaio d'olio caldo. Cuocere ancora per 15 minuti, sempre mescolando e unire quindi una bustina di zafferano, sciolto in un cucchiaio dell'acqua di cottura del finocchietto. Mettere intanto a cuocere la pasta nell'acqua di cottura del finocchietto. Scolarla al dente e unirla al condimento. Lasciare riposare per qualche minuto prima di servire.

## Varianti
Esistono diverse varianti: tra di esse, quella della zona palermitana cosiddetta "in bianco", ossia senza aggiunta di sugo di pomodoro, e un'altra diffusa nell'agrigentino in cui è previsto il concentrato di pomodoro nella fase di preparazione. Questa ricetta è talmente diffusa nel territorio palermitano che nel corso del tempo si sono affermate, sia nella tradizione familiare, sia nelle cucine dei grandi chef, diverse varianti. Francesco Paolo Cascino, famoso chef siciliano, mette, al posto delle cipolle, degli scalogni e uno spicchio d'aglio, bagna il soffritto con un bicchiere di vino bianco e usa sardine dissalate invece delle acciughe dissalate. Pino Correnti, illustre gastronomo siciliano, unisce solo metà delle sarde al soffritto di cipolla, scola la pasta molto al dente, la mescola al condimento, la passa in un tegame da forno e la ricopre con l'altra metà delle sarde, rosolate in un secondo tegame nella loro salsa. Cosparge infine la superficie con mandorle tritate e inforna la teglia per dieci minuti.
Anche Veronelli e Carnacina concludono la preparazione in forno, a calore moderato per circa 20 minuti, mentre la Di Leo e la Allotta suggeriscono di far semplicemente riposare la pasta condita per dieci minuti prima di servire. Infine una variante piuttosto diffusa, riferita dalla Allotta è la pasta con le sarde “alla milanisa”, che prevede di versare 3 dl di salsa di pomodoro una volta che tutti gli altri ingredienti sono stati uniti nel tegame. La cottura deve proseguire per 30 minuti circa a fuoco dolce. La pasta, una volta scolata, si condisce con il sugo e si cosparge con pangrattato, tostato in padella con due cucchiai d'olio.